# Terminalia arjuna
A Terminalia arjuna a mirtuszvirágúak (Myrtales) rendjébe, ezen belül a nyálkafafélék (Combretaceae) családjába tartozó faj.

## Előfordulása
A Terminalia arjuna előfordulási területe Banglades, Uttar Prades, Madhja Prades, Nyugat-Bengál, valamint India déli és középső részei. Általában folyók partján vagy majdnem kiszáradt folyómedrekben található meg.

## Megjelenése
Ez a fafaj általában 20-25 méter magasra nő meg. A gyökere nem hatol mélyre, főleg a felszínen ül, és a törzs alsó oldalából indul ki. A lombkoronája hatalmas; az ágai lehajolnak. Levele hosszúkás és kúpszerű; felül zöld és alul barna. A kérge sima felületű és szürke színű. Márciustól júniusig halványsárga virágai vannak. Az elfásult 2,5-5 centiméteres termései ötszárnyúak; szeptemberre és novemberre érnek meg.

## Felhasználása
Ez a mirtuszvirágú fa, tápláléknövénye az Antheraea paphia nevű lepkefajnak; amely kereskedelmi vadselymet eredményez a helybélieknek. Továbbá a buddhizmusban is szerepet játszik.

## Képek

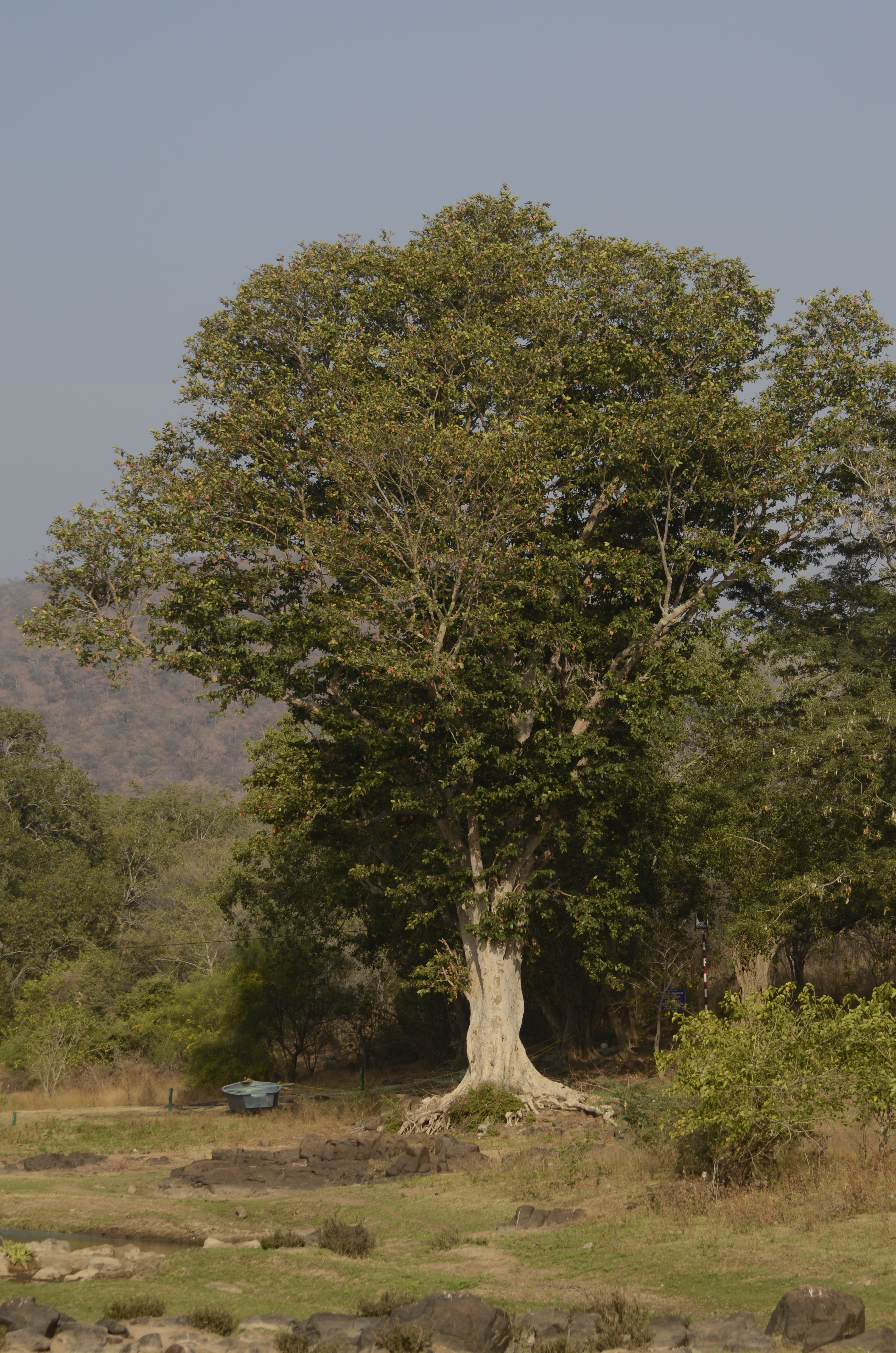
A fa
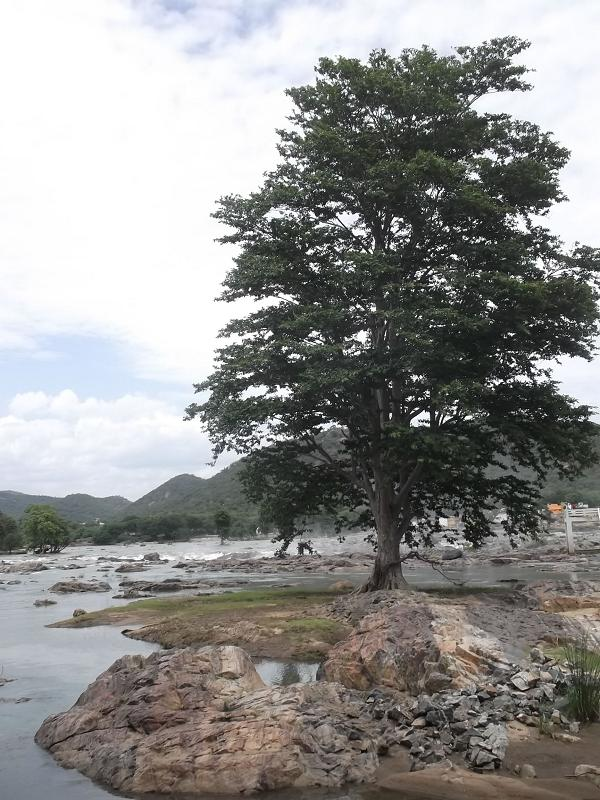
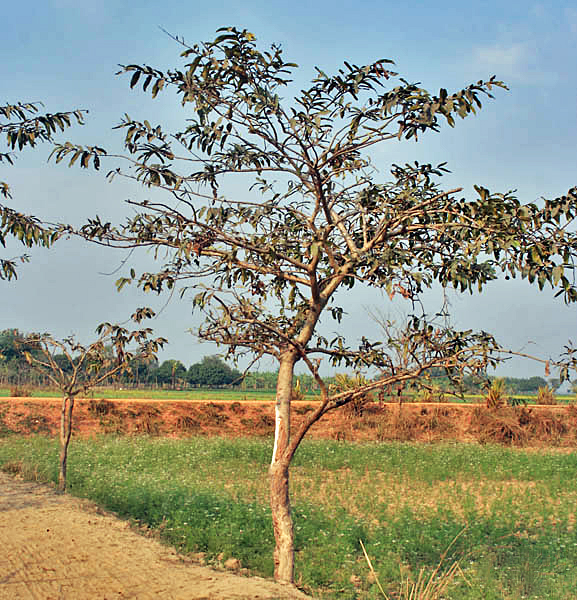
Csemeteként
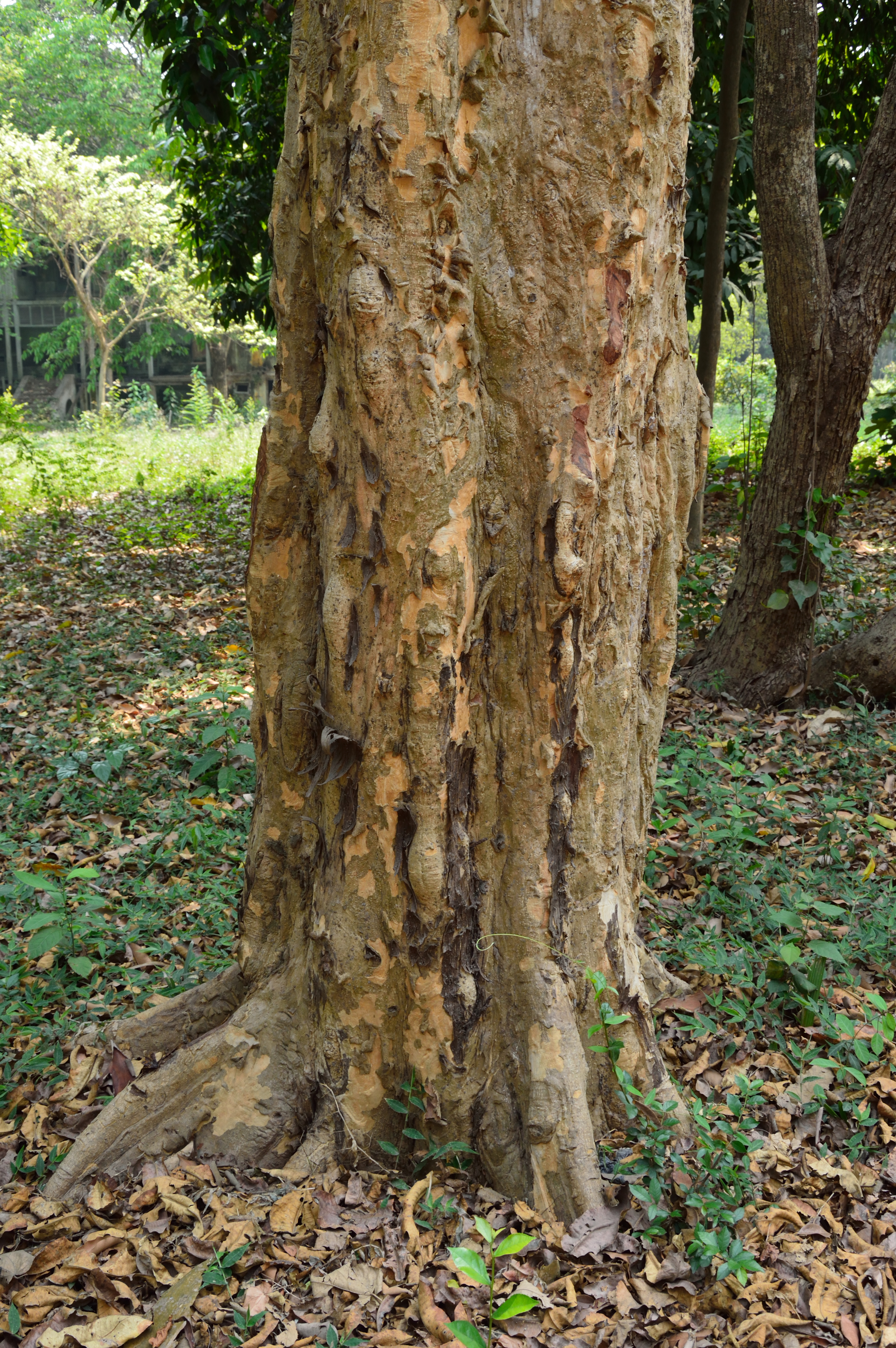
A törzse
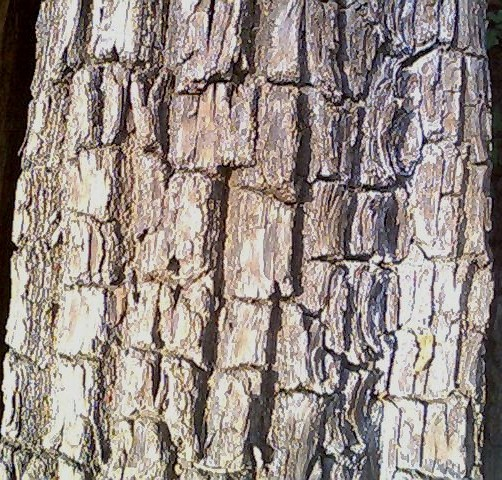
és kérge
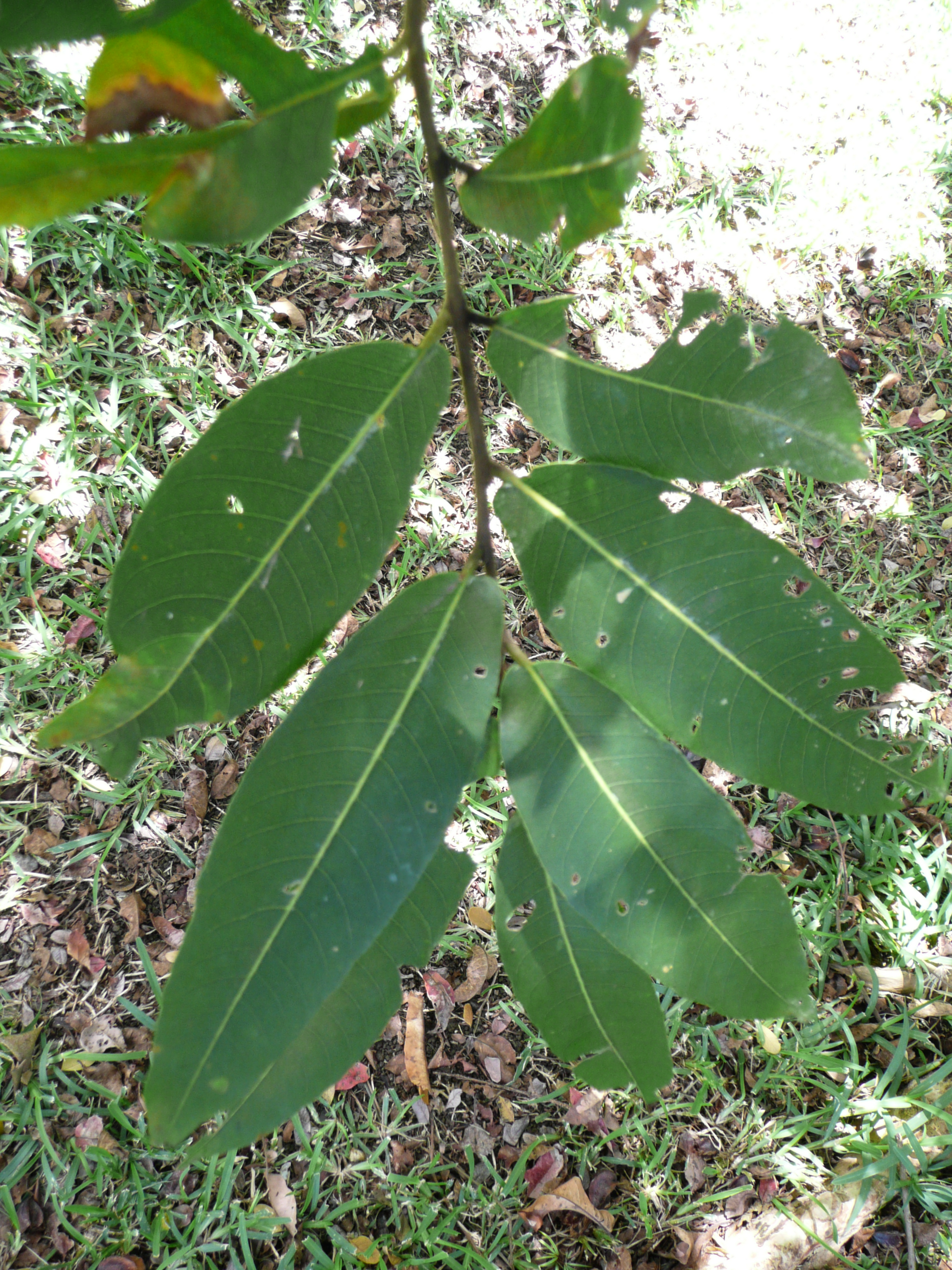
Levelei
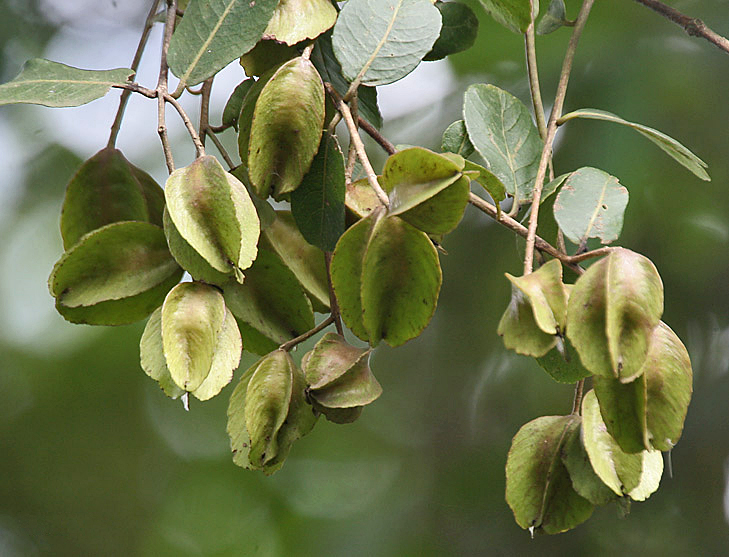
Termései
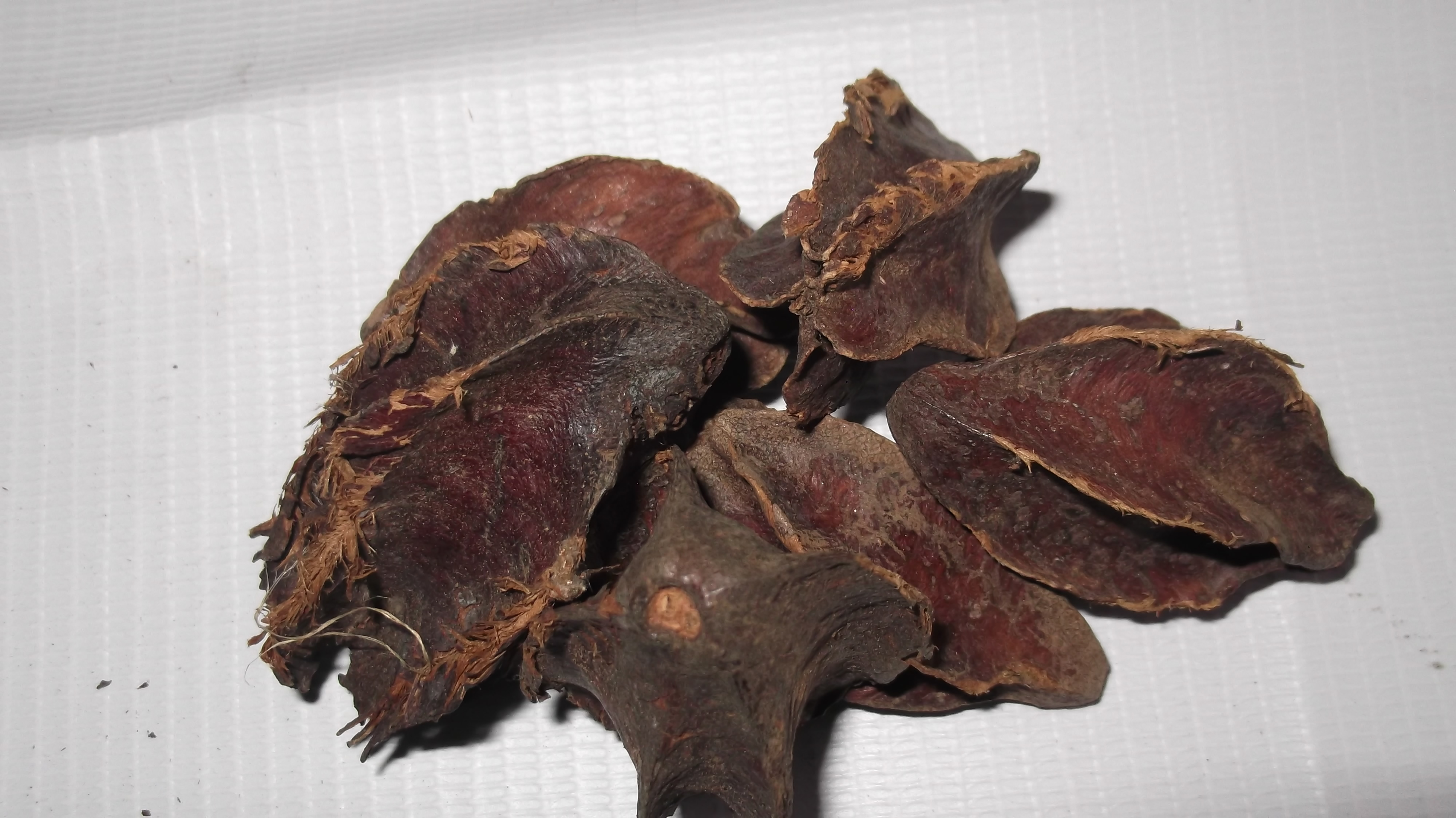
és magvai
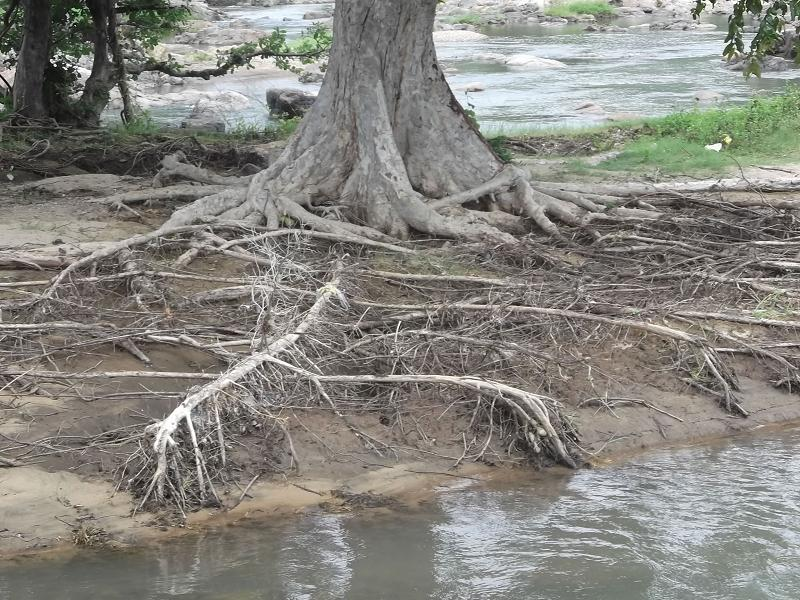
Gyökerei
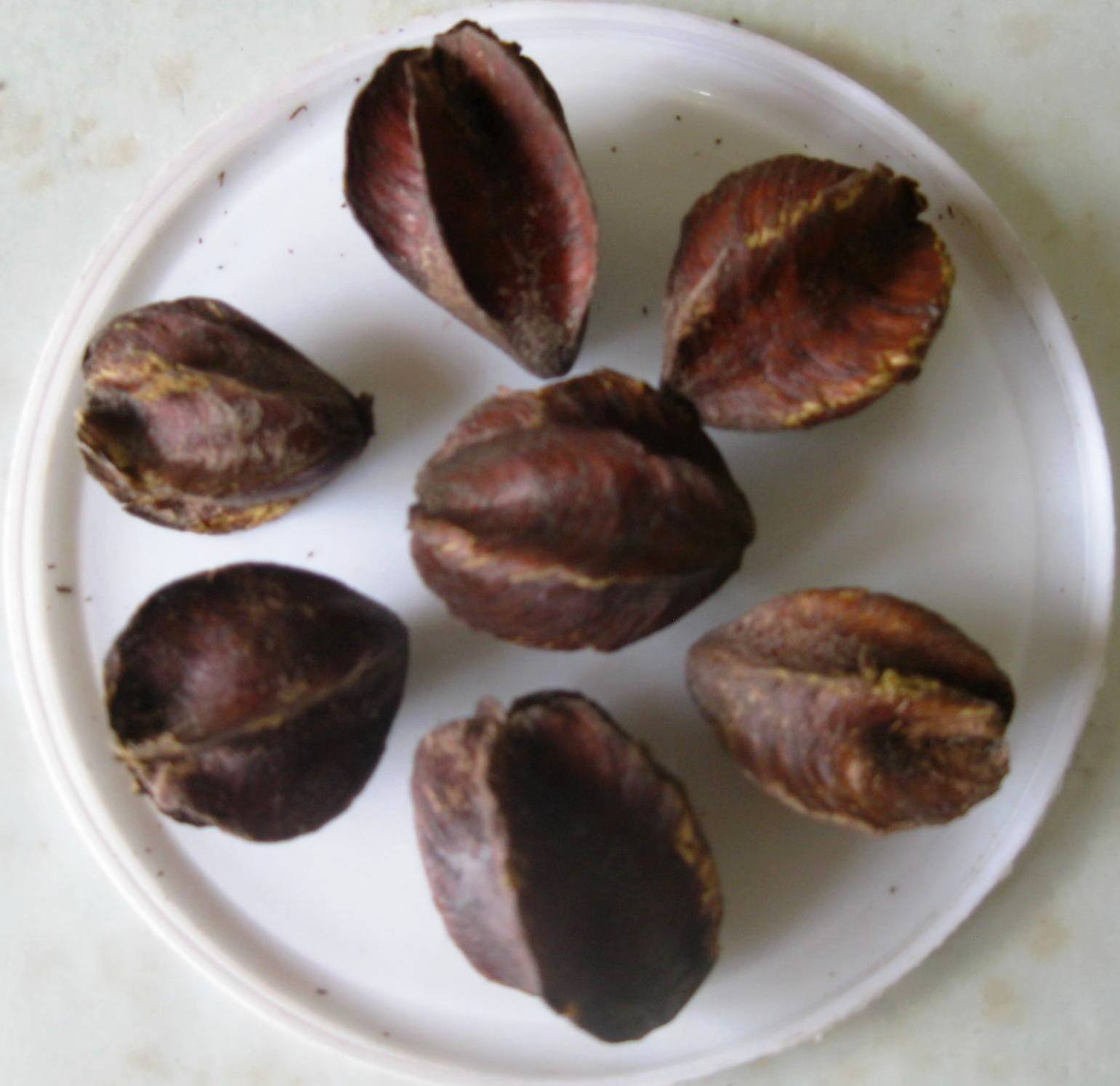
Ardzsuna gyümölcsök (szárított)

## Fordítás
- Ez a szócikk részben vagy egészben  a   Terminalia arjuna című angol Wikipédia-szócikk ezen változatának fordításán alapul.  Az eredeti cikk szerkesztőit annak laptörténete sorolja fel. Ez a jelzés csupán a megfogalmazás eredetét és a szerzői jogokat jelzi, nem szolgál a cikkben szereplő információk forrásmegjelöléseként.